# Тихобіж
Тихобіж (або Тихобуж, Тистобужа, Ціхобуж, пол. Cichobórz) — село в Польщі, у гміні Грубешів Грубешівського повіту Люблінського воєводства. Населення — 415 осіб (2011).

## Історія

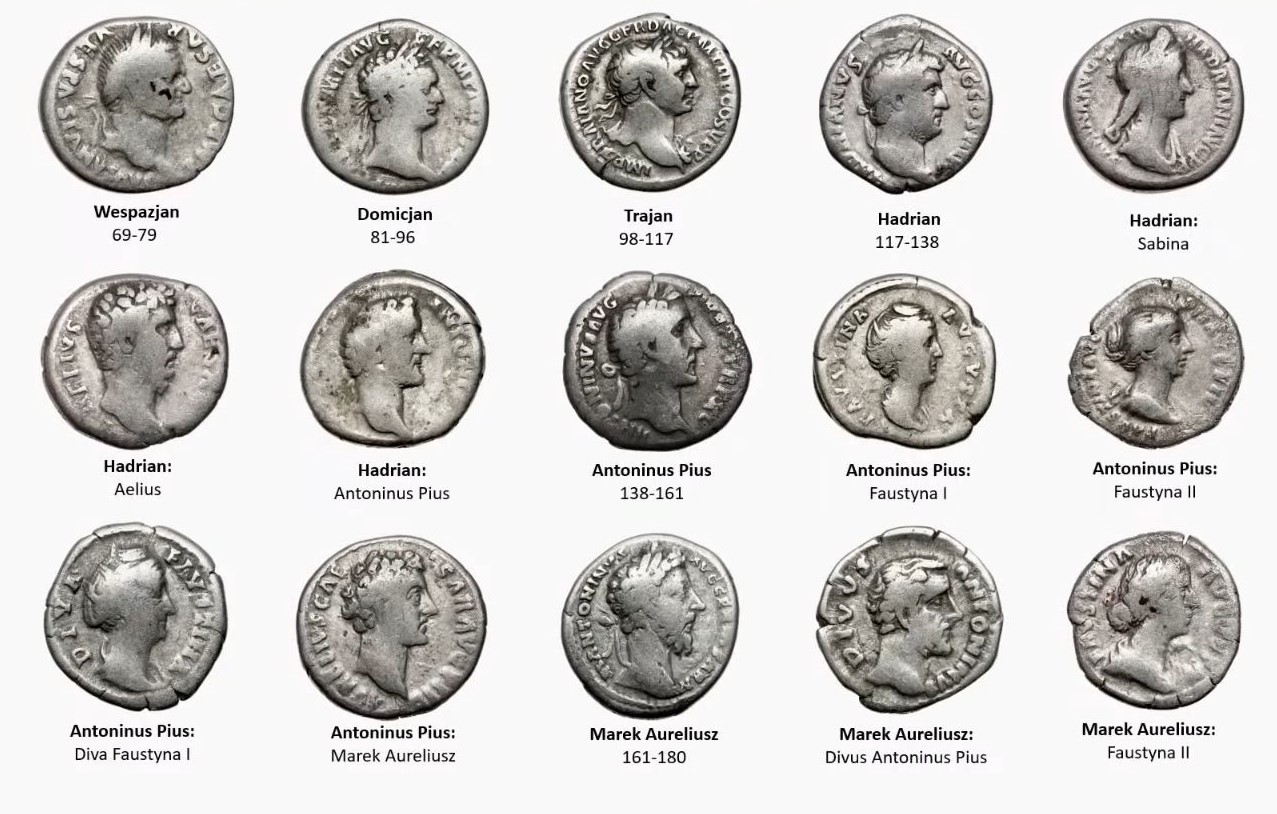
Скарб римських срібних монет, знайдених в Тихобіжі

У XVII столітті вперше згадується церква східного обряду в селі.
За даними етнографічної експедиції 1869—1870 років під керівництвом Павла Чубинського, у селі проживали греко-католики, які розмовляли українською мовою.
У 1921 році село входило до складу гміни Міняни Грубешівського повіту Люблінського воєводства Польської Республіки.
У 1943—1944 роках польські шовіністи вбили в селі 46 українців.
Під час проведення операції «Вісла» в період 16-20 червня 1947 року з Тихобіжа було вивезено на «землі відзискані» (Вармінсько-Мазурське воєводство, Західнопоморське воєводство, Нижньосілезьке воєводство, Любуське воєводство) 36 людини, залишилося 64 людей польської національності, а також залишилося 16 людей української національності з мішаних родин.
У 1975—1998 роках село належало до Замойського воєводства.

## Населення
За даними перепису населення Польщі 1921 року в селі налічувалося 84 будинки та 441 мешканець, з них:
- 222 чоловіки та 219 жінок;
- 382 православні, 54 римо-католики, 5 юдеїв;
- 367 українців, 74 поляки.

Демографічна структура станом на 31 березня 2011 року:
|          | Загалом | Допрацездатний вік | Працездатний вік | Постпрацездатний вік |
| -------- | ------- | ------------------ | ---------------- | -------------------- |
| Чоловіки | 213     | 42                 | 145              | 26                   |
| Жінки    | 202     | 46                 | 108              | 48                   |
| Разом    | 415     | 88                 | 253              | 74                   |

## Відомі люди
- Михайло Прокопчук («Дубина»; 1925—1992) — член ОУН, вояк УПА.